# تیم ملی هندبال تایلند
تیم ملی هندبال تایلند (انگلیسی: Thailand national handball team) نمایندهٔ کشور تایلند در مسابقات بین‌المللی ورزش هندبال است.